# كاتو هولتت
كاتو هولتت (بالنرويجية البوكمول: Cato Holtet)‏ هو لاعب كرة قدم نرويجي في مركز الهجوم، ولد في 3 مارس 1963. لعب مع نادي ليلستروم.

## وصلات خارجية
- كاتو هولتت على موقع اتحاد النرويج (النرويجية)